# Working Title Films
Working Title Films är ett filmproduktionsbolag i Storbritannien som grundades 1983 av Tim Bevan och Sarah Radclyffe. Bolaget producerar långfilmer och tv-produktioner.
1992 lämnade Radcliffe bolaget och Eric Fellner gick in. Working Title Films producerade en rad filmer för PolyGrams Londonbaserade produktionsbolag PolyGram Filmed Entertainment, bland annat medverkade Working Title i produktionen av Fyra bröllop och en begravning, Dead Man Walking och Fargo.
Idag arbetar Working Title huvudsakligen tillsammans med Universal Pictures och StudioCanal. Flera av de mest kända brittiska filmerna från senare år härrör från Working Title Films.

## WT2Productions
1999 skapade Bevan och Fellner dotterbolaget Working Title 2 Productions, känt som WT2.  Företaget är en oberoende filmproduktionsgren som drivs av Natascha Wharton, och har producerat filmer som Billy Elliot, Shaun of the Dead och The Calcium Kid .